# 三宅智子
三宅智子（日语：みやけ ともこ，1983年11月21日—）是日本艺人和大胃王。出生于冈山县。隶属于私人事务所“MT Corporation”。

## 个人经历
- 初中毕业后，16岁移居东京。她一边在便利店、超市、居酒屋打工，一边自付学费，就读于美容专门学校，成为了一名美容师[1] [2] 。
- 2005年11月第一次参加《火力全开大胃王》，但在预选赛中被击败[2] 。
- 2006年4月再次参加《火力全开大胃王》冲绳篇，名列第四。
- 2007年3月从银座的美容院辞职，开始自由艺人活动。4月第三次参加《火力全开大胃王》并获得第二名。
- 2014年4月8日开设“OKAYAMA DINNING 銀座みやけ家”餐厅，主要经营来自老家冈山县的料理。[3]
- 2015年与圈外男性结婚，2016年4月17日生下了第一胎，是男孩[4]。
- 2018年4月，为了专心育儿，三宅的餐厅结业。

## 轶事
- 最初在《火力全开大胃王》中，因为身份是美容师，故本来绰号是“美容师三宅”。但后来自己创立个人事务所及餐厅后多被称为“三宅社长”。
- 原本希望进入娱乐圈，曾发行过单曲和写真DVD。
- 本就是大胃王节目忠实粉丝[5][6]。
- 最多会吃10公斤的食物。为了减少饥饿感甚至会一次喝四五升的饮料。[7]
- 最初开店时打算做拉面，但在盖饭店工作一年后改变想法，改做每天不同的菜单。[8]
- 因为咬合力不足，不擅长吃炸的东西，非常喜欢吃米饭。同时，因为冈山县离赞岐乌冬面的产地香川县很近，故也非常爱吃乌冬面。